# Therese de Saxa-Altenburg
Teresia Amalia Karolina Josefina Antoinetta de Saxa-Altenburg (Thérèse), (21 decembrie 1836 – 9 noiembrie 1914), a fost prințesă a Suediei și Norvegiei ca soție a Prințului August al Suediei și Norvegiei.

## Primii ani
A fost primul copil al Prințului Eduard de Saxa-Altenburg și a Prințesei Amalie de Hohenzollern-Sigmaringen. Térèse și-a petrecut copilăria în Bavaria. Mama ei a murit la câteva zile după nașterea celui de-al patrulea copil, când Térèse avea patru ani. După decesul tatălui, în 1852, ea a locuit cu verișoara ei, regina Maria de Hanovra, și cu unchiul matern.

## Căsătorie

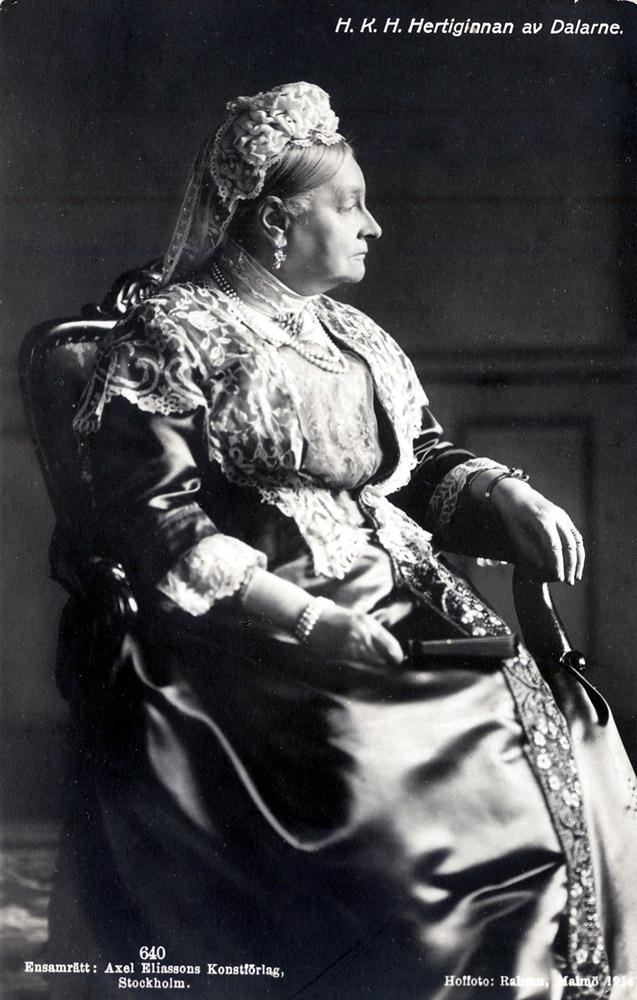
Teresia de Saxa-Altenburg, Ducesă de Dalarna

În 1864, Prințul August al Suediei și Norvegiei a vizitat-o la Düsseldorf, și după o săptămână s-a anunțat logodna lor. S-au căsătorit la Altenburg, iar ea a primit titlul de Prințesă a Sudeiei și Norvegiei și Ducesă de Dalarna.
În Suedia numele ei s-a transformat în Teresia. A fost descrisă ca fiind mică și fragilă. Teresia și August nu erau îndrăgostiți dar erau prieteni buni și au trăit în armonie. Nu au avut copii. Teresia a avut probleme mentale și uneori se prăbușea. A fost prietenă cu cumnata ei, Eugenie, și a vizitat-o la Gotland în timpul verilor. Era interesată de muzică și adesea ocupa locul regal la Academia Regală Suedeză de Muzică.
Văduvă în 1873, ea l-a primit ca însoțitor pe omul de stat și scriitorul Louis De Geer. În acest timp, ea a început o corespondență cu Ohan Demirgian, un artist armean cunoscut, cu care ea a făcut cunoștință în 1869, când prezența sa la tribunal a provocat un scandal. Demirgian a fost considerat a fi fost un proxenet, iar acum s-a oferit ca agent al ei în negocierile pentru o nouă căsătorie. În 1875, Fritz von Dardel a scris: Ducesa de Dalarna este acum declarată a nu fi în toate simțurile de rudele sale din Germania și, la cererea acestora, ea va rămâne în Elveția în timpul iernii pentru a fi tratată de un medic. S-a întors în Suedia în 1890, unde a locuit la Palatul Haga. A devenit cunoscută pentru bucătăria ei excelentă, unde a mâncat atât de mult încât cu timpul a devenit obeză. A murit în 1914 la vârsta de 77 de ani.
1. ↑  Bernadotteska gravkoret (în suedeză), accesat în 3 martie 2019
2. ↑  Riddarholmskyrkan - inventories and graves, p. 465, accesat în 3 martie 2019
3. 1 2 3  Teresia, prinsessa1836-12-21 — 1914-11-09 Prinsessa av Sverige och Norge, kompositör (în suedeză)
4. ↑  Dictionary of Women Worldwide[*] Verificați valoarea |titlelink= (ajutor)